# Sphaerolobium scabriusculum
Sphaerolobium scabriusculum är en ärtväxtart som beskrevs av Meissner. Sphaerolobium scabriusculum ingår i släktet Sphaerolobium och familjen ärtväxter. Inga underarter finns listade i Catalogue of Life.